# Acer compestre
Acer compestre é uma espécie de árvore do gênero Acer, pertencente à família Aceraceae.